# 공주 공산성
공주 공산성(公州 公山城)은 사적 제12호로, 대한민국 충청남도 공주시 산성동에 소재하고 있는 성이다. 해발고도는 110m이다.
삼국시대의 성곽으로, 백제의 문주왕 원년(475) 한성에서 웅진으로 이주한 후 성왕 16년(538년)에 사비로 옮길 때까지 도성이었으며 그 후 신라·고려·조선 시대에도 행정과 군사적 요충지였다. 백제시대 토성 735m, 신라시대 석성 1925m, 총둘레 2,660m의 포곡형 산성이다.
산성의 북쪽에는 금강이 흐르고 해발 110m의 능선에 위치하는 천연의 요새로서 동서로 약 800m 남북으로 약 400m 정도의 장방형을 이루고 있다. 성곽의 길이는 2,660m이며 능선과 계곡을 따라 쌓은 포곡형으로 원래 백제 시대에는 토성이었으나 조선 시대 대부분 석성으로 개축되었다. 2015년 7월 4일 독일 본에서 열린 제39차 유네스코 세계유산위원회(WHC)에서 백제역사유적지구(총 8개의 유적지들 중 공주 2곳(공산성, 송산리 고분군), 부여 4곳(관북리 유적 및 부소산성, 능산리 고분군, 정림사지, 나성), 익산 2곳(왕궁리 유적, 미륵사지)이 세계 유산 등재 심사를 최종 통과했다. 이번 세계 유산 등재는 충청권에서는 최초로 선정되었다.

## 역사

### 임진왜란
임진왜란 당시 영은사에서 승병들을 훈련시켰다.

### 조선 인조의 파천
이괄의 난이 일어났을 때 인조는 공주로 파천을 하였다. 인조는 한양에 입성하여 경복궁 옛터에서 선조의 열 번째 아들 흥안군 제(興安君 瑅)를 왕으로 세웠다. 공산성 내의 가장 높은 곳에서 있는 쌍수정에 머물러 금강 건너편을 바라보며 반란 진압 소식을 기다렸다. 인조는 7일 동안 공주에서 머물렀다.

## 유래
강 건너 북쪽에서 보면 마치 한자의 귀인 공자와 같다 하여 공산이라 이름하였다. 하지만 이는 후에 지명이 한자로 변한 다음에 생긴 이야기로 생각된다.
원래는 공주의 옛 명칭이 웅진(熊津)이어서, 곰나루(고마나루)였던 것처럼, 공산도 원래는 곰산이었다. 공주도 이런식으로 해석해보면 곰의 고을이라는 뜻이 된다.

## 유적
성안에는 백제시대 추정 왕궁지와 연못 2개소가 발굴조사 되었으며, 임류각·추정왕궁지·연지·쌍수정·쌍수정사적비·명국삼장비·광복루·진남루·동문루·금서루·영은사·광북루·만하루 등 수많은 신라, 고려, 조선 유적이 남아 있다.

## 공주 10경
공주문화원, 공주예총, 향토사학자, 언론인, 사진작가 등으로 구성된 공주 10경 선정위원회에서 선정한 공주 10경 후보지 15개소를 대상으로 여론조사를 실시한 결과 최종 선정된 10경에 공산성이 선정되었다.

## 금서루 입구 비석군

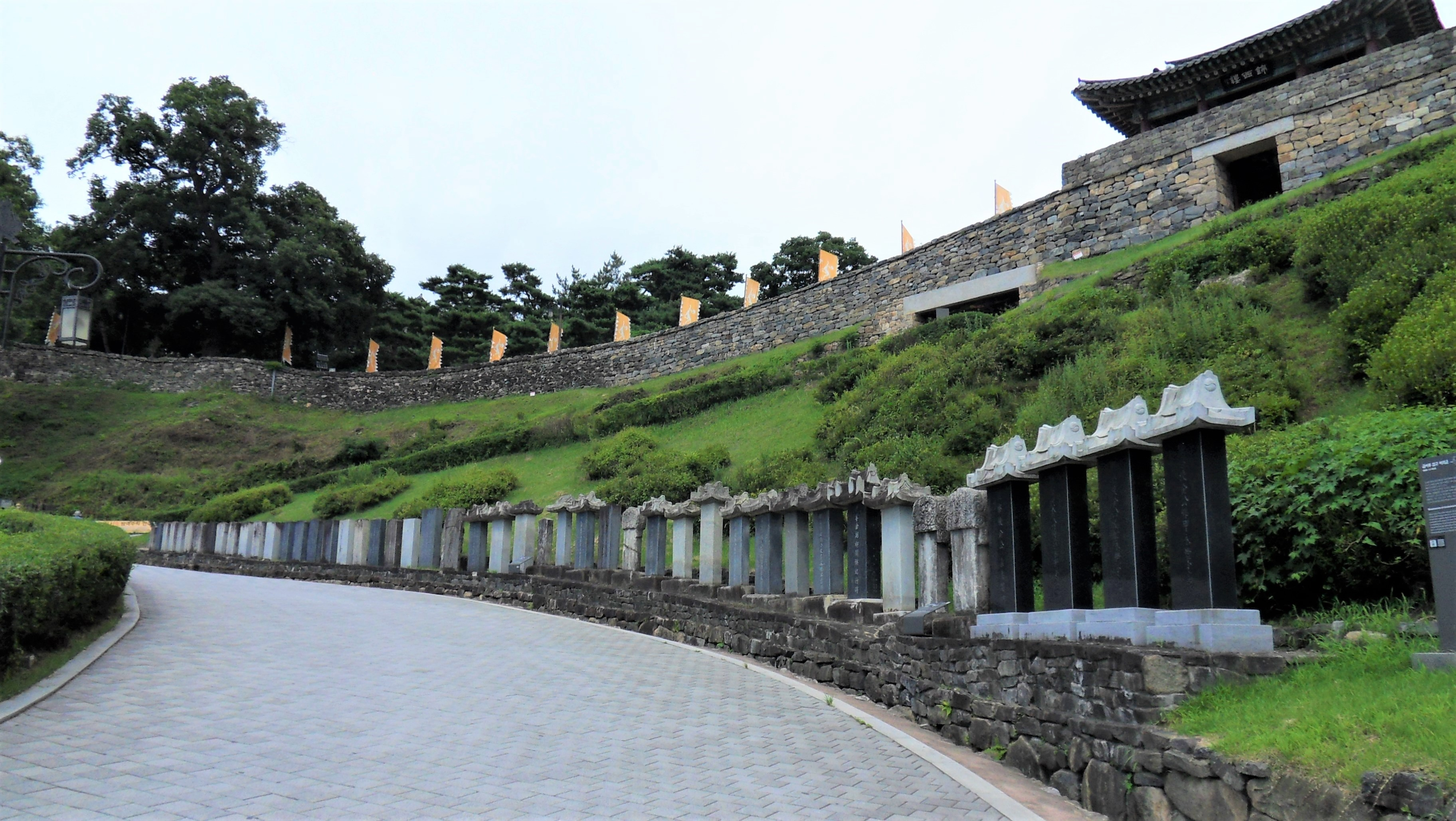
금서루 앞 비석군의 모습

공주와 관련된 인물의 행적을 기리기 위하여 세운 비석들이다. 공주시 곳곳에 흩어져 있던 비석들을 모아 놓은 것으로 송덕비와 제민천교영세비 등 47기가 있다.
대다수는 인물의 공덕을 칭송하는 내용을 새긴 송덕비인데, 여기에는 "영세불망비. 청간선정비, 거사비, 만세불망비, 유애불망비, 청덕선정비"등의 글이 새겨져 있다. 우의정, 도순찰사, 관찰사, 암행어사, 목사, 판관, 군수, 우영장, 중군 등 주로 충청감영과 공주목 관에 배치되었던 관리의 송덕비가 많다.

## 이용 안내

### 입장료
- 어른(19~64세): \3000
- 청소년(13~18세): \1500
- 어린이(7~12세): \600

### 관람 시간
- 관람 시간: 하절기 09:00~18:00 / 동절기 09:00~17:00
- 입장 시간: 하절기 09:00~17:30 / 동절기 09:00~16:30
- 휴관일(연 3회): 1월 1일, 설 당일, 추석 당일

## 갤러리

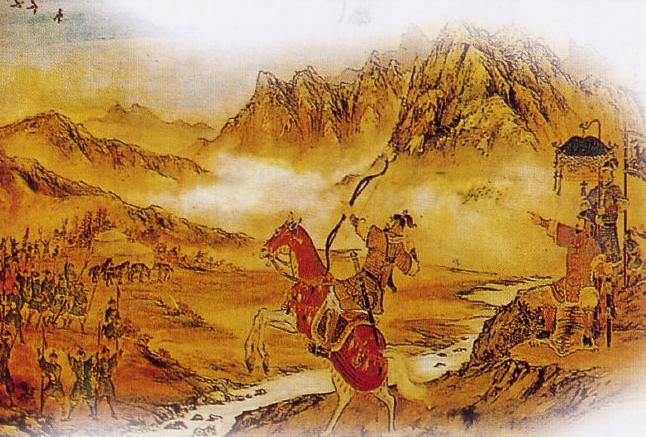
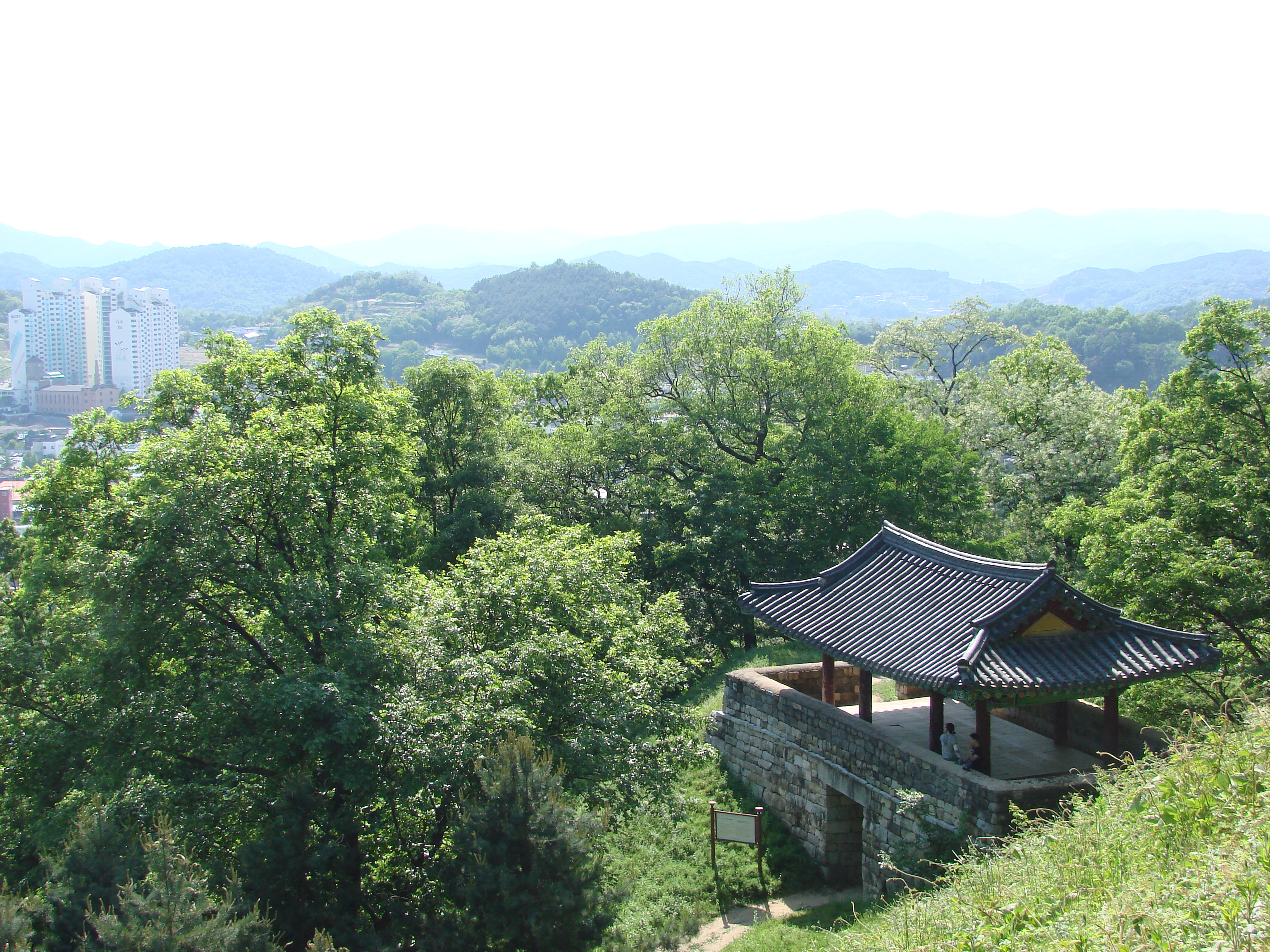
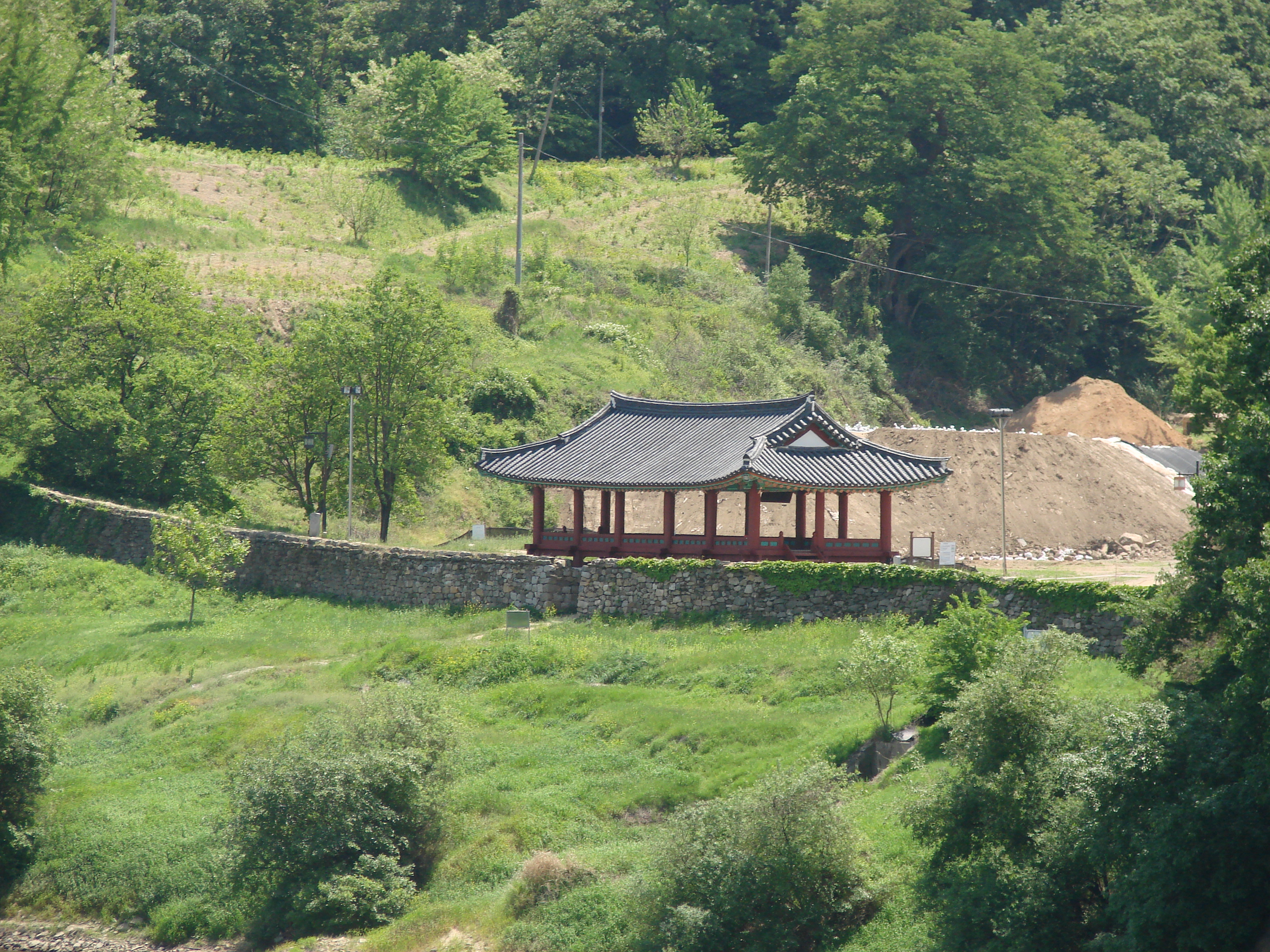
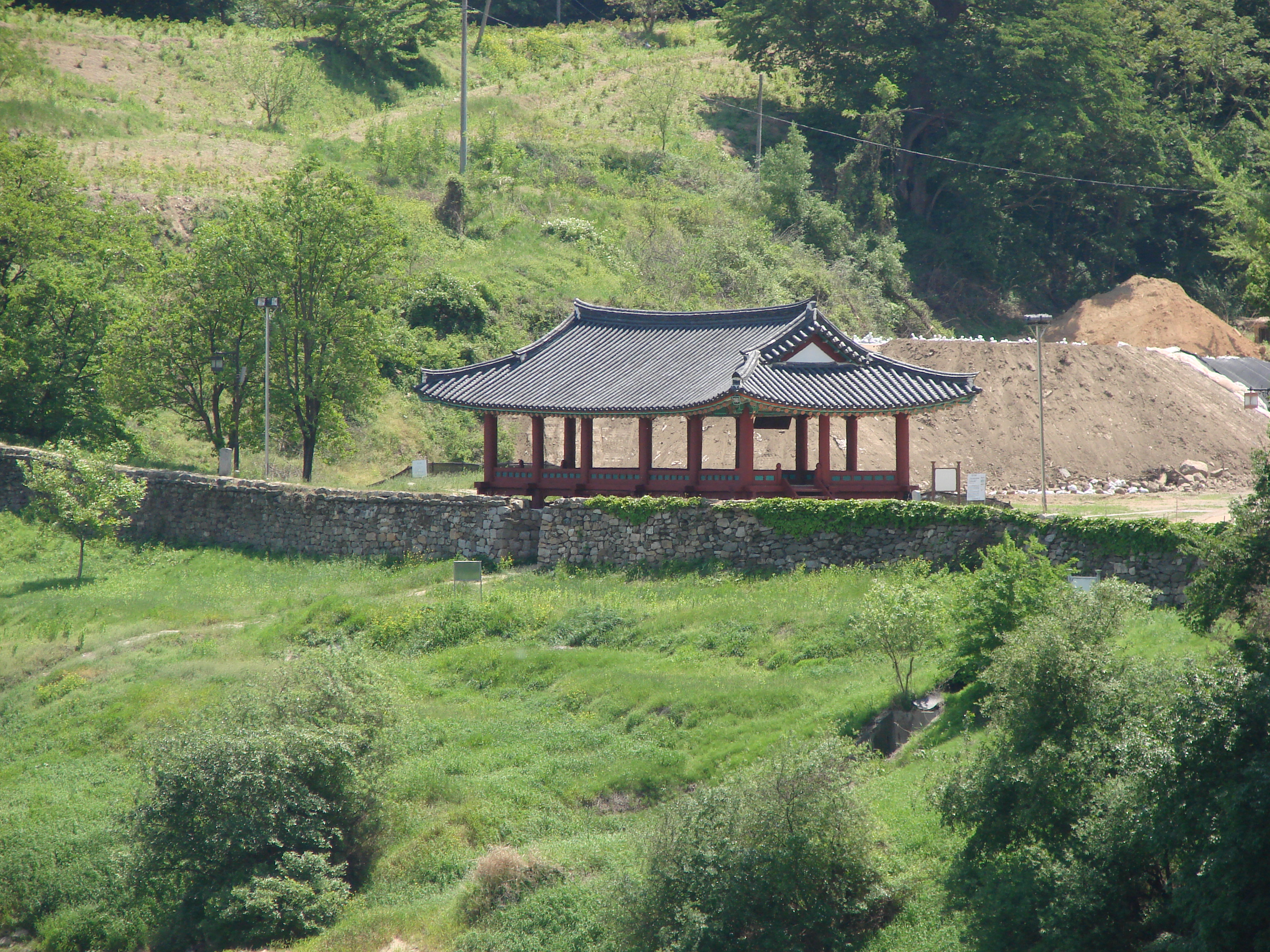
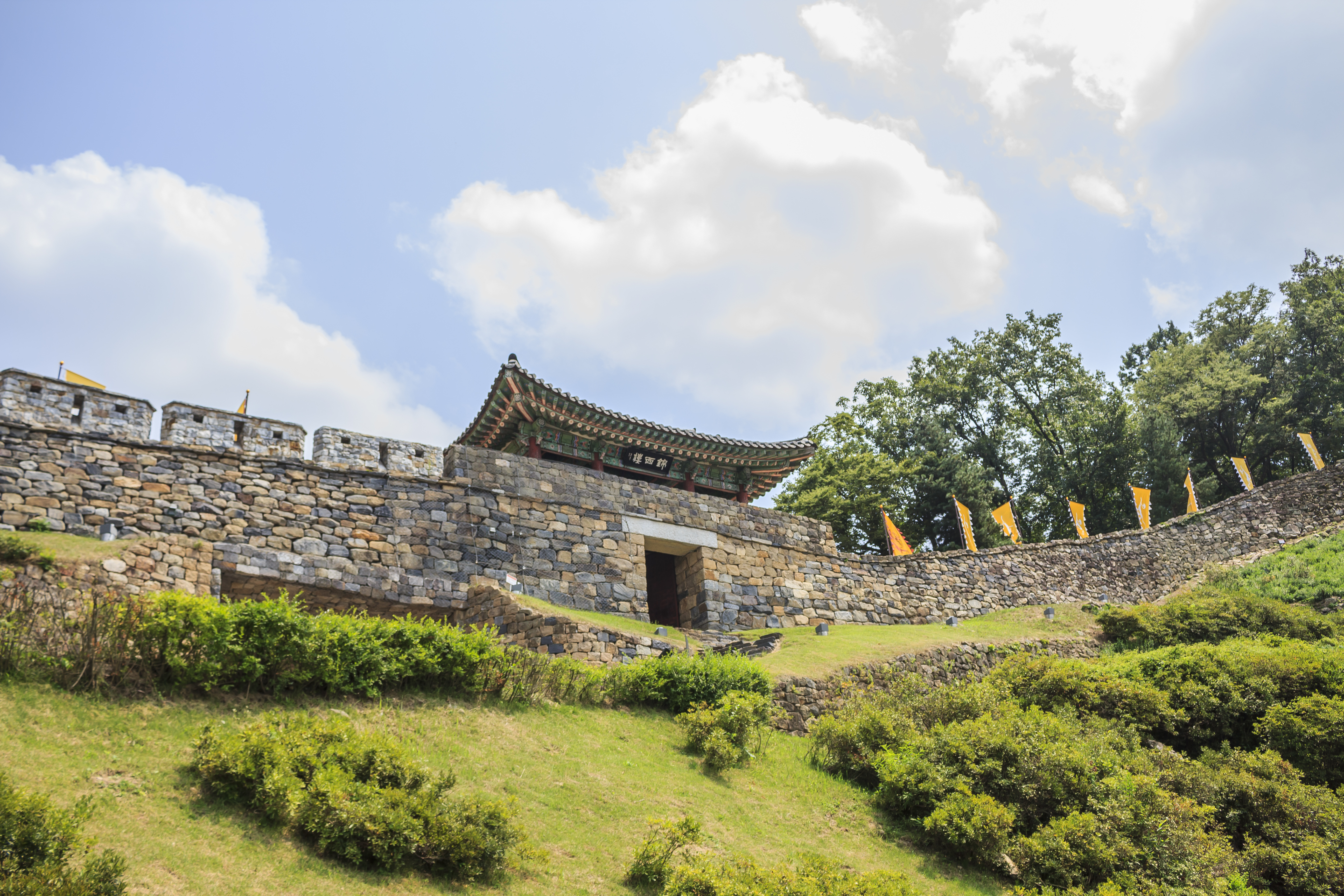
금서루
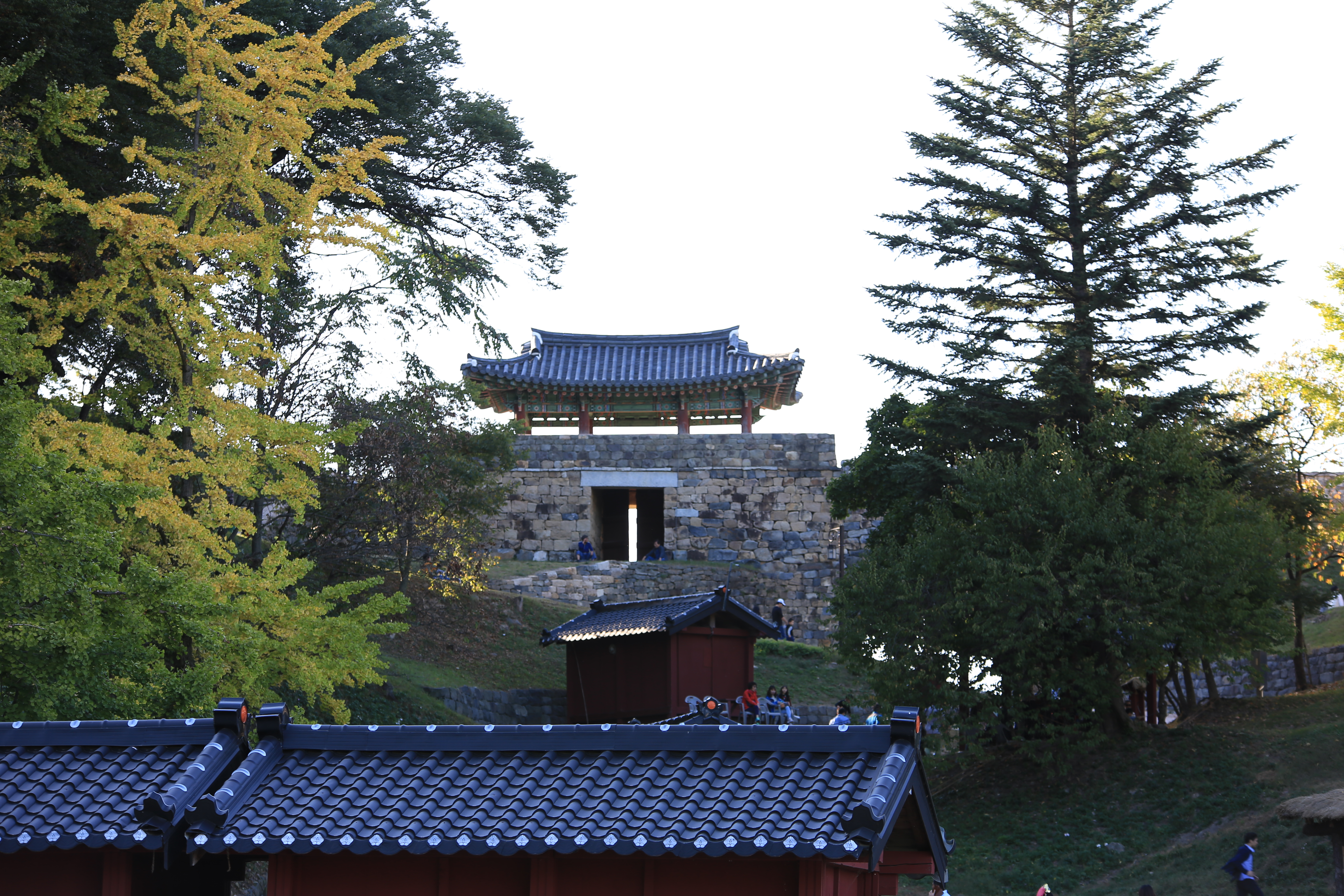
공주 공산성 금서루
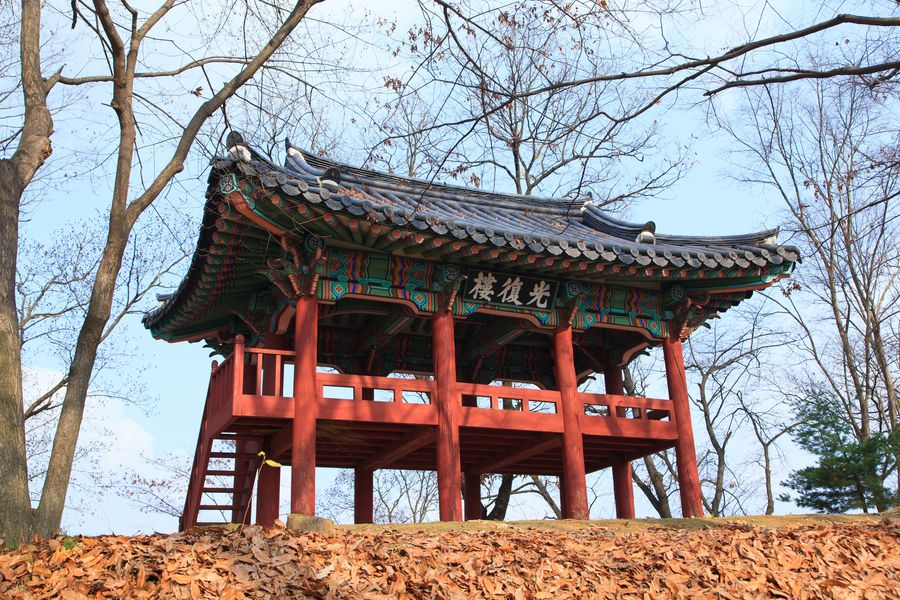
공주 공산성 광복루

## 같이 보기
- 공산성 광복루
- 공산성 쌍수정
- 공산성 진남루
- 공산성의 혈투 (영화)

## 참고 문헌
- 공주 공산성 - 국가유산청 국가유산포털